# Pedicularis albolabiata
Pedicularis albolabiata — вид рослин родини вовчкові (Orobanchaceae), поширений на півночі Північної Америки й Азії.

## Опис
Багаторічна трава висотою (7)10–20(30) см. Каудекс присутній. Стебла висхідні. Листя гетерофільне (приквітки й стеблові листки, якщо є, відмінні від базальних листків), в основному базальне, помирає щорічно і нестійке. Черешки 20–40(50) мм завдовжки (1.2–3 довжини пластини), не крилаті, гладкі. Листові пластини прості (розділені), основи урізані, (10)20–50(70) мм завдовжки, шириною 5–15(25) мм, розлогі, ланцетні, плоскі; жилки перисті; обидві поверхні гладкі; краї заокруглено-зубчасті чи зубчасті, гладкі; верхівки гострі.
Квіткові стебла з круглим або овальним поперечним перерізом, безлисті, голі або волосаті (поблизу суцвіття). Суцвіття кінцеве, щільне, кулясте або субкулясте (в бутоні) або довгасте (розсипчасте і яскраве в квітці). Квітконіжка є чи нема (часто непомітна). Приквітки довжиною 8–46 мм. Квітів на суцвіття (7)12–30. Чашолистки 5, (7)9–11(12) мм, зелені, або фіолетові (світло-зелені з фіолетовими крапками або смугами). Пелюсток 5, фіолетові (шолом) або білі або рожеві (губа), 16–20 мм завдовжки. Тичинки 4. Пиляки 1.5–2.8 мм довжиною. Плід сидячий, сухий, капсула, яйцеподібний (з довгим дзьобом), чорний або коричневий, (8)11–18 мм завдовжки, 4–6 мм завширшки, розкривається в верхівці й частково або повністю вниз з однієї сторони. Насіння 13–48, 1–3(5) мм завдовжки, поверхні гладкі. 2n=16(2x).

## Поширення
Північна Америка: Ґренландія, Канада, Аляска — США; Азія: Далекий Схід Росії, Сибір.
Населяє вологу тундру.